# Championnats du monde de descente de canoë-kayak 1959
Navigation
Championnats du monde de descente 1961
Les championnats du monde de descente de canoë-kayak 1959 ou Championnats du monde de rivière sportive 1959 sont la 1re édition des championnats du monde de descente. Ils se sont tenus du 1er au 2 août 1959 à Treignac en France, et réunissent 110 participants provenant de 10 nations sur 5 épreuves.

## Podiums

### K1 (Folding F1)
| Épreuves          | Or                                       | Argent                               | Bronze                          |
| ----------------- | ---------------------------------------- | ------------------------------------ | ------------------------------- |
| Individuel hommes | Toni Prijon Allemagne de l'Ouest         | Pavel Bone Yougoslavie               | Edouard Rothpletz Suisse        |
| Individuel femmes | Rosemarie Biesinger Allemagne de l'Ouest | Inge Walthemate Allemagne de l'Ouest | Eva Setzkorn Allemagne de l'Est |

### C1
| Épreuves          | Or                                  | Argent                    | Bronze                                |
| ----------------- | ----------------------------------- | ------------------------- | ------------------------------------- |
| Individuel hommes | Manfred Schubert Allemagne de l'Est | Jean-Claude Tochon Suisse | Karl-Heinz Wozniak Allemagne de l'Est |

### C2
| Épreuves | Or                                      | Argent                                 | Bronze                               |
| -------- | --------------------------------------- | -------------------------------------- | ------------------------------------ |
| Hommes   | Georges Turlier Georges Dransart France | Dominique Garnier Jean Grossman France | Henri Kadrnka Charles Dussuet Suisse |
| Mixte    | Yvette Malicet André Malicet France     | Annick Jitton Guy Jitton France        | Jean Olry Henriette Guette France    |

## Tableau des médailles
| Rang  | Nation               | Or | Argent | Bronze | Total |
| ----- | -------------------- | -- | ------ | ------ | ----- |
| 1     | France               | 2  | 2      | 1      | 5     |
| 2     | Allemagne de l'Ouest | 2  | 1      | 0      | 3     |
| 3     | Allemagne de l'Est   | 1  | 0      | 2      | 3     |
| 4     | Suisse               | 0  | 1      | 2      | 3     |
| 5     | Yougoslavie          | 0  | 1      | 0      | 1     |
| Total | Total                | 5  | 5      | 5      | 15    |